# Notomithrax ursus
Notomithrax ursus är en kräftdjursart som först beskrevs av Herbst 1788.  Notomithrax ursus ingår i släktet Notomithrax och familjen maskeringskrabbor. Inga underarter finns listade i Catalogue of Life.